# Matej Dragonja
Matej Dragonja (tudi Dragogna), pisec kronike goriške grofije, * (?) 1674, Šempeter pri Gorici, † (?) 1750, Šempeter pri Gorici.
Rodil se je v plemeniti družini. Napisal je Cronaca Ms. della Contea di Gorizia, obširno kroniko goriške grofije, katero je v rokopisu hranil v svojem arhivu grof Jožef Coronini. Kronika, ki opisuje ljudi, okoliščine in razmere od leta 1663 do 1722, je bila zelo izčrpna (imena, datumi in dogodki). Prošt Codelli je zaradi različnih pisav in sloga domneval, da sta pri pisanju Mateju pomagala oče Valentin in sin Jožef, a še bolj verjetno je, da mu je pomagal brat Jožef (1681—1741), ki je bil kar 33 let župnik v Šempetru. Popis tolminskega kmečkega upora leta 1713 , ki ga je objavil goriški koledar Lunari di Gurizza za leto 1858, slovenski prevod je bil natisnjen leta 1867 v tedniku Domovina, je povzet po Dragonjevi kroniki.